# توب غير (موسم 7)
توب غير 7 (بالإنجليزية: Top Gear)‏ هو السلسلة السابعة للبرنامج التلفزيوني البريطاني الذي يهتم بالمركبات، توب جير، تم إنتاجه في المملكة المتحدة. بدأ عرضه في سنة 2005. عرض على بي بي سي تو. بلغ عدد حلقاته 7 حلقات، تم بث البرنامج لأول مرة بتاريخ 13 نوفمبر 2005 بينما تم بث آخر حلقة منه بتاريخ 12 فبراير 2006. مقدمو البرنامج جيرمي كلاركسون، ريتشارد هاموند وجيمس ماي.